# Mario Garriba
Mario Garriba (né le 13 novembre 1944 à Soave, dans la province de Vérone, en Vénétie, dans le nord-est de l'Italie et mort le 31 décembre 2013 à Florence). est un acteur, scénariste et réalisateur italien.

## Filmographie

### comme acteur
- 1973 : Non ho tempo
- 1973 : Una breve vacanza
- 1973 : La Vie en jeu (La vita in gioco) de Gianfranco Mingozzi
- 1974 : Il testimone deve tacere
- 1974 : Salut les pourris (Il poliziotto è marcio)
- 1974 : Zelda d'Alberto Cavallone
- 1974 : Piedino il questurino
- 1974 : Un fiocco nero per Deborah
- 1974 : Un poing... c'est tout! (Questa volta ti faccio ricco!)
- 1974 : Les Polissonnes excitées (La minorenne)
- 1975 : Quella età maliziosa
- 1975 : Le Suspect (Il sospetto)
- 1980 : Maschio, femmina, fiore, frutto
- 1985 : Piccoli fuochi : Leo

### comme scénariste
- 1976 : Passi furtivi in una notte boia
- 1980 : Corse a perdicuore
- 1992 : Desencuentros

### comme réalisateur
- 1971 : In punto di morte
- 1980 : Corse a perdicuore